# Bouřný
Bouřný (německy Friedrichsberg) (703 m n. m.) je široký trachytový vrch v Lužických horách asi 1 km východně od Nové Huti (část obce Svor), v katastrálním území Horní Světlá obce Mařenice. Jedná se o desátý nejvyšší vrchol Lužických hor a nejnižší z lužických sedmistovek.

## Další informace
Kopec je zarostlý bučinami a smíšeným lesem. Po jeho západním a jižním úpatí vede asfaltová silnice z Nové Huti do obce Horní Světlá. Přes severní a severovýchodní úpatí kopce se táhne část linie bývalého československého opevnění a také zde vede žlutě značená turistická trasa. Vrchol je zalesněný a bez rozhledu, dílčí pohledy do širokého okolí se nabízejí z několika míst na úbočích hory.
Je součástí území ve správě CHKO Lužické hory.
Na starších mapách je Bouřný uváděn jako Bedřichovský vrch (Friedrichsberg) podle zaniklé a historicky nedoložené vesnice Bedřichov (Friedrichsdorf).
Na jižním úpatí je Bedřichovský viklan z jemnozrnného pískovce, podložím je lavice pevného pískovce. Viklan je vysoký 2 metry, široký 4,2 a dlouhý 4 metry. Je 400 metrů jihozápadně od rozcestí u zaniklého Kaufmanova buku.
V geomorfologickém členění je Bouřný řazen pod Lužický hřbet (IVA-2A), jeho okrsek Jedlovský hřbet (IVA-2A.a).

## Rozcestí U sv. Jana
Pod kopcem je křižovatka lesních cest, kde byl podstavec se soškou sv. Jana Nepomuckého. Podstavec byl nalezen zasypaný v lese, vrácen zpět a na něj instalována nová soška od sochařů L. Šabra a V. Snížka z Říčan. V roce 2001 byla socha odcizena.

## Sirný pramen
Nedaleko zmíněného rozcestí je Sirný pramen. Jeho zabarvení nepochází od síry, ale z bakterií Leptothrix ochracea.

## Galerie

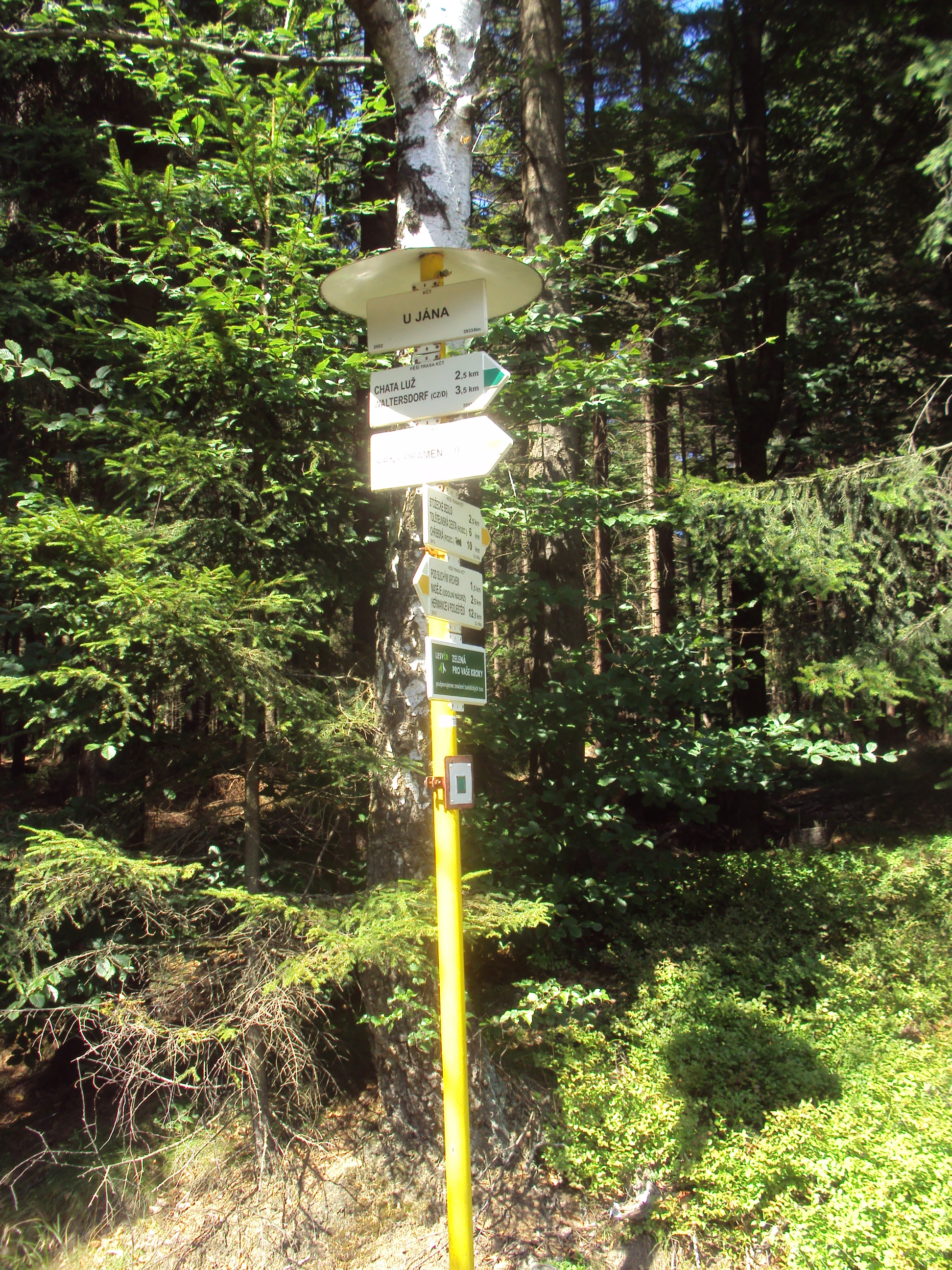
Rozcestník U Jána
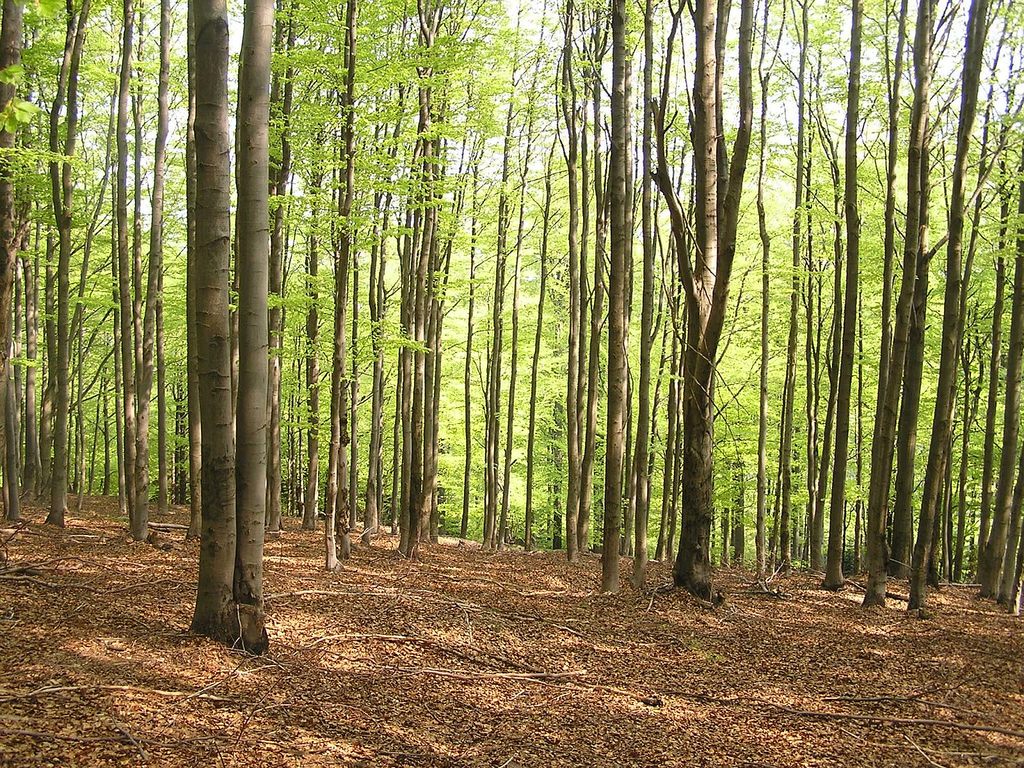
Bučina na svazích Bouřného
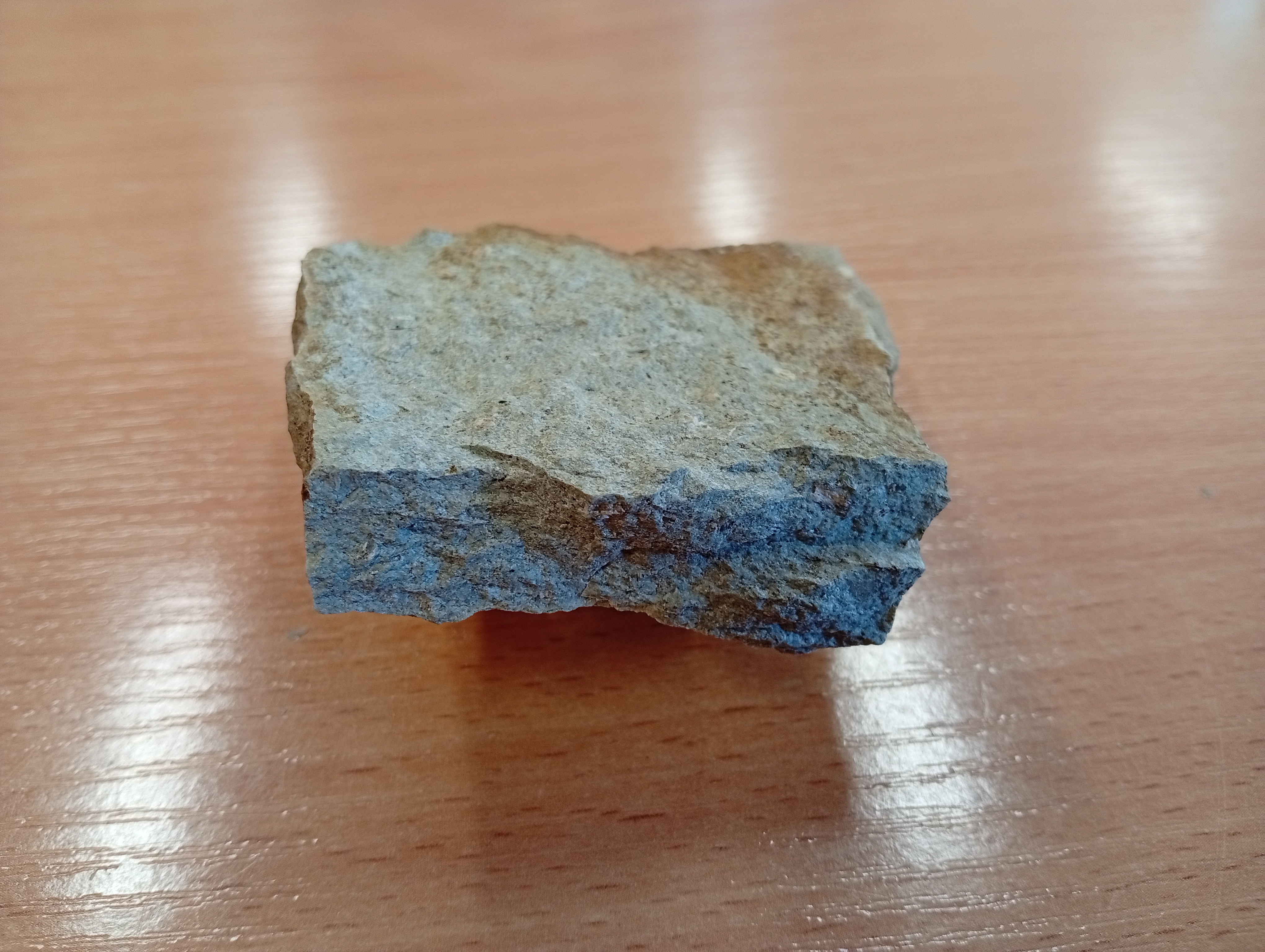
Trachyt
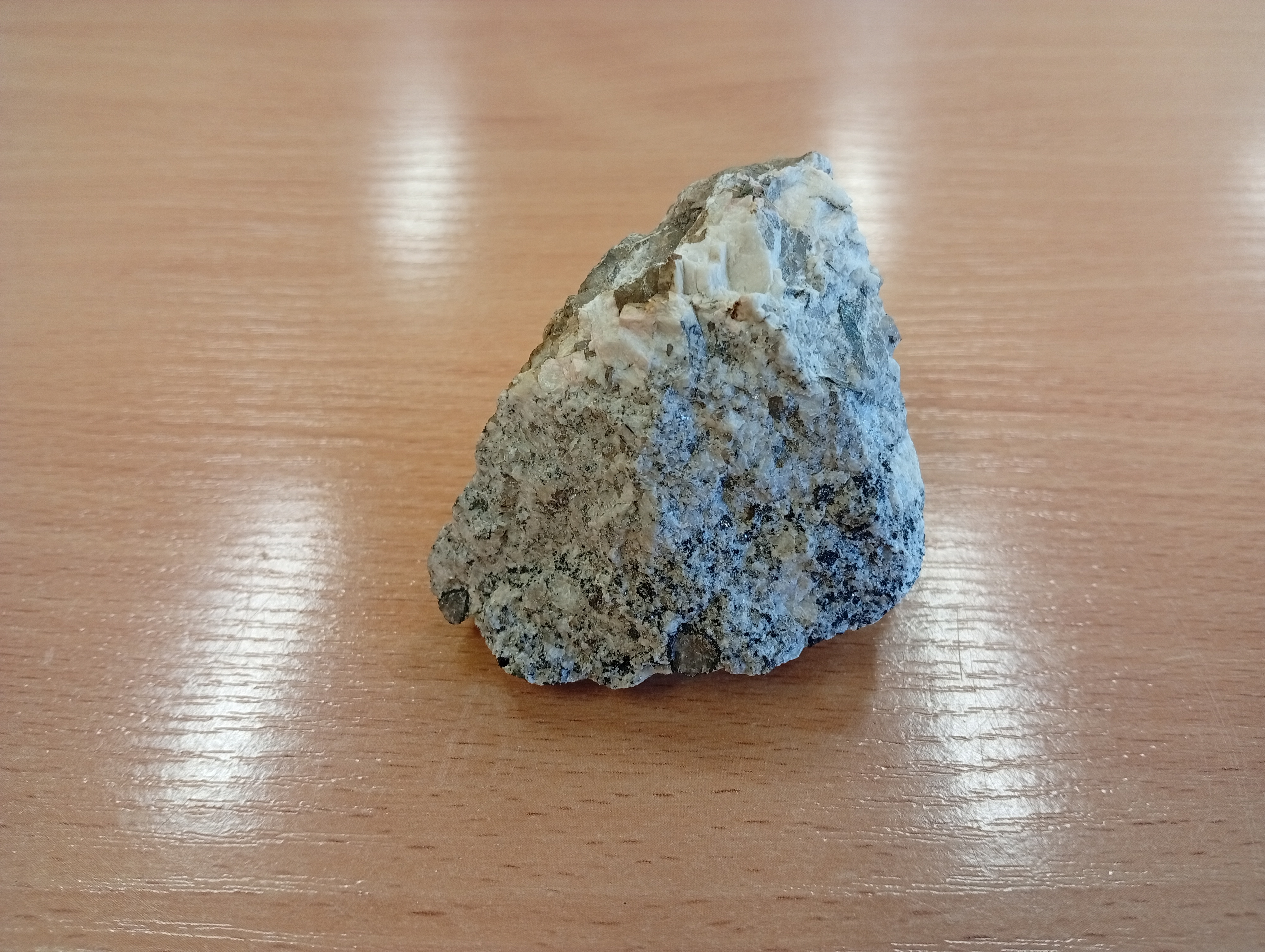
Syenit